# Родисхайн
Родисхайн (нем. Rodishain) — посёлок в Германии, в земле Тюрингия. Входит в состав города Нордхаузен района Нордхаузен. Население составляет 320 человек. Занимает площадь 2,32 км².

## История
Впервые упоминается в 1221 году. 1 декабря 2007 года вошёл в состав города Нордхаузен.

## Достопримечательности
В посёлке находится церковь XVII века. Есть площадка для кемпинга и отель «Вольфсмюле».